# Abdoul Amoustapha
Abdoul Kairou Amoustapha (Niamey, Níger, 1 de enero de 2001) es un futbolista nigerino. Juega de delantero y su equipo es el Hamrun Spartans de la Premier League de Malta. Es internacional absoluto por la selección de Níger desde 2020.

## Trayectoria
Amoustapha comenzó su carrera en el ASN Nigelec de su país, y en 2020 firmó en el MFK Vyskov checo, quien lo cedió al Loudoun United de la USL Championship estadounidense.
En octubre de 2021 se incorporó al Cancún F. C. de la Liga de Expansión MX.

## Selección nacional
Fue internacional juvenil por Niger.
Debutó en la selección de Níger el 13 de noviembre de 2020 ante Etiopía.

## Clubes
| Club                     | País            | Año           |
| ------------------------ | --------------- | ------------- |
| ASN Nigelec              | Níger           | 2017-2020     |
| MFK Vyskov               | República Checa | 2020-2021     |
| Loudoun United (Cedido)  | Estados Unidos  | 2020-2021     |
| Cancún F. C.             | México          | 2021-2024     |
| F. C. CSKA 1948 Sofia II | Bulgaria        | 2024          |
| Hamrun Spartans          | Malta           | 2025-presente |